# Naked in Manhattan
Naked in Manhattan è un singolo della cantautrice statunitense Chappell Roan, pubblicato il 18 febbraio 2022 come terzo estratto dal primo album in studio The Rise and Fall of a Midwest Princess.

## Pubblicazione
Pubblicato nel febbraio 2022, Naked in Manhattan ha segnato il ritorno di Chappell Roan sulle scene musicali dopo due anni di assenza e il suo primo singolo da artista indipendente. Nel 2020 la cantante era infatti stata licenziata dalla Atlantic Records a causa della scarsa performance commerciale dei suoi precedenti lavori.

## Descrizione
Definito dalla critica specializzata come un brano dance pop e disco pop, Naked in Manhattan esplora le sensazioni di infatuazione provate dalla cantante per la prima volta nei confronti di un'altra ragazza.

## Video musicale
Il video musicale del brano, diretto da Ryan Clemens, è stato reso disponibile in concomitanza con l'uscita del singolo.

## Tracce
Testi e musiche di Kayleigh Rose Amstutz, Dan Nigro e Skyler Stonestreet.
1. Naked in Manhattan – 3:31

## Classifiche
| Classifica (2024) | Posizione massima |
| ----------------- | ----------------- |
| Stati Uniti       | 116               |